# Jewgenija Alexandrowna Manjukowa
Jewgenija Alexandrowna Manjukowa (russisch Евгения Александровна Манюкова; * 17. Mai 1968 in Moskau) ist eine ehemalige russische Tennisspielerin. Sie feierte ihre größten Erfolge im Doppel und im Mixed.

## Karriere
Manjukowa gewann in ihrer Karriere, die von 1989 bis 1996 andauerte, vier Doppeltitel auf der WTA Tour. 1994 erreichte sie im Doppel Platz 18 der Weltrangliste.
Ihr größter Erfolg war der Titelgewinn im Mixed 1993 bei den French Open an der Seite ihres Landsmannes Andrei Olchowski.
Von 1993 bis 1995 war sie Mitglied des russischen Fed-Cup-Teams, von ihren 20 Partien konnte sie acht für sich entscheiden.
Manjukowa nahm für Russland auch an den Olympischen Spielen 1992 in Barcelona teil.

## Turniersiege

### Mixed
| Nr. | Datum     | Turnier     | Kategorie  | Partner          | Finalgegner               | Ergebnis      |
| --- | --------- | ----------- | ---------- | ---------------- | ------------------------- | ------------- |
| 1   | Juli 1993 | French Open | Grand Slam | Andrei Olchowski | Elna Reinach Danie Visser | 6:2, 4:6, 6:4 |